# ماریان وبر

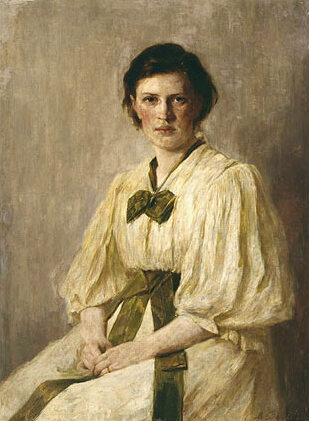
نقاشی ماریان وبر: ۱۹۴۵–۱۸۷۰

ماریان وبر (به انگلیسی: Marianne Weber) یا ماریان اشنیتگر وبر (۲ اوت ۱۸۷۰–۱۲ مارس ۱۹۵۴)، جامعه‌شناس، فعال حقوق زنان آلمانی و همسر ماکس وبر (۲۱ آوریل ۱۸۶۴-۱۴ ژوئن ۱۹۲۰) بود.

## زندگی

### کودکی: ۱۸۷۰–۱۸۹۳
ماریان شنیتگر در ۲ اوت ۱۸۷۰ در اورلینگ‌هاوزن ایالت نوردراین-وستفالن کشور آلمان زاده شد. دختر دکتر ادوارد شنیتگر و همسرش آنا وبر، دختر یک تاجر برجسته اورلینگ‌هاوزن، کارل وبر بود. پس از مرگ مادرش در سال ۱۸۷۳، او ۱۴ سال نزد مادربزرگ و عمه‌اش در لمگو بزرگ شد. در این مدت، هم پدرش و هم دو برادرش مجنون و در تیمارستان بستری شدند. وقتی ماریان ۱۶ ساله شد، کارل وبر او را به مدرسه‌ای شیک مدرسه تکمیلی در لمگو و سپس در هانوفر فرستاد که در ۱۹ سالگی فارغ‌التحصیل شد. پس از مرگ مادربزرگش در سال ۱۸۸۹، او چندین سال با خاله‌اش، آلوین، در اورلینگ‌هاوزن زندگی کرد.
در سال ۱۸۹۱، ماریان مدتی را در شارلوتنبورگ وبرز با ماکس جونیور و بویژه مادرش، هلن گذراند. او به هلن بسیار نزدیک شد که از او به عنوان بی‌خبر از زیبایی درونی خود یاد می‌کرد. در سال ۱۸۹۳، او و ماکس وبر در اورلینگهاوزن ازدواج کردند و در آپارتمان خود در برلین ساکن شدند.

### ازدواج: ۱۸۹۳–۱۹۲۰

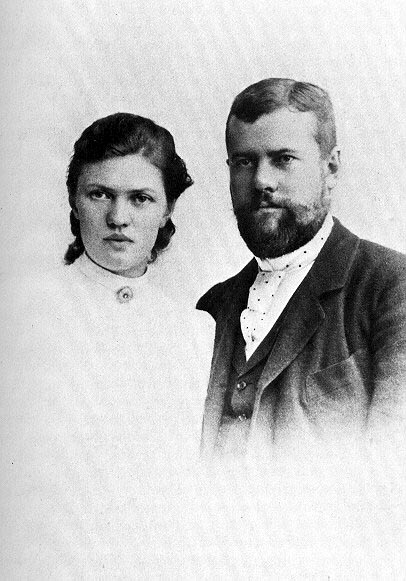
ماریان و ماکس وبر در ۱۸۹۴

ماکس در چند سال اول ازدواجشان در برلین و سپس در سال ۱۸۹۴ در دانشگاه هایدلبرگ تدریس کرد.
در این مدت، ماریان تحصیلات خود را دنبال کرد. پس از انتقال به فرایبورگ در سال ۱۸۹۴، او نزد یک فیلسوف برجسته نوکانتی، هاینریش ریکرت تحصیل کرد. وی همچنین پس از شنیدن سخنان سخنرانان برجسته فمینیست در یک کنگره سیاسی در سال ۱۸۹۵، شروع به مشارکت در جنبش فمینیست کرد. در سال ۱۸۹۶، در هایدلبرگ، انجمنی را برای گردش افکار فمینیستی تأسیس کرد. او همچنین با ماکس برای ارتقا سطح دانشجویان زن در دانشگاه همکاری می‌کرد.

#### آخر زندگی
در ۱۲ مارس ۱۹۵۴، ماریان وبر در هایدلبرگ، آلمان غربی درگذشت.

### انتشارات
- شغل و ازدواج (۱۹۰۶)
- همسر و مادر در توسعه قانون (۱۹۰۷)[۵]
- اقتدار و خودمختاری (۱۹۱۲)
- در مورد ارزش گذاری کارهای خانه (۱۹۱۲)[۶]
- زنان و فرهنگ عینی (۱۹۱۳)[۷]
- زنان، مردان و طبیعت انسان: نقد توسط ماریان وبر
- وظایف فرهنگی ویژه زنان (۱۹۱۹)[۸]

## انتخاب انتشارات
- سوسیالیسم فیشته و رابطه آن با دکترین مارکسیستی (۱۹۰۰)
- شغل و ازدواج (۱۹۰۶)
- همسر و مادر در توسعه قانون (۱۹۰۷)
- مسأله طلاق (۱۹۰۹)
- اقتدار و خودمختاری در ازدواج (۱۹۱۲)
- دربارهٔ ارزش گذاری کارهای خانه (۱۹۱۲)
- زنان و فرهنگ عینی (۱۹۱۳)
- ماکس وبر: تصویری از زندگی (۱۹۲۶)
- زنان و عشق (۹۳۵)
- زندگی کامل (۱۹۴۲ - چاپ مجدد ۱۹۴۶)
- خاطرات (۱۹۴۸)